# Friedrich Waismann
Friedrich Waismann (Wenen, 21 maart 1896 - Oxford, 4 november 1959) was een Oostenrijks wiskundige, natuurkundige en filosoof. Hij was lid van de Weense Kring en een belangrijk theoreticus op het gebied van het logisch positivisme.
Hij werd geboren in Wenen en studeerde wiskunde en natuurkunde aan de Universiteit van Wenen. In 1922 begon hij zijn filosofiestudie, onder leiding van Moritz Schlick, de oprichter van de Weense Kring. In 1938 emigreerde hij naar Engeland. Hij werd lector in de wetenschapsfilosofie aan de Universiteit van Cambridge en in de filosofie van de wiskunde aan de Universiteit van Oxford, van 1939 tot zijn dood in 1959.
Tussen 1927 en 1936 had Waismann uitvoerige gesprekken met Ludwig Wittgenstein over de filosofie van de wiskunde en taalfilosofie. Deze gesprekken werden opgetekend door Waismann en uitgegeven onder de titel Ludwig Wittgenstein and the Vienna Circle (1979, red. B.F. McGuinness). Andere leden van de Kring (onder wie Schlick, Rudolf Carnap en Herbert Feigl) discussieerden ook met Wittgenstein, maar niet zo uitgebreid als Waismann. In 1934 overwogen ze zelfs gezamenlijk een boek te schrijven, maar dat ging niet door omdat hun filosofische meningsverschillen aan de oppervlakte kwamen.
In Einführung in das mathematische Denken. Die Begriffsbildung der modernen Mathematik (Wenen, 1936), stelt Waismann dat wiskundige waarheden waar zijn omdat dat zo is afgesproken, niet omdat ze noodzakelijkerwijs (of verifieerbaar) waar zijn. Zijn verzamelde voordrachten, The Principles of Linguistic Philosophy (1965), en een bundel essays, How I See Philosophy (1968, red. R. Harré), werden na zijn dood gepubliceerd.
- Biblioteca Nacional de España: XX963656
- Bibliothèque nationale de France: cb12026538c (data)
- CiNii: DA00503715
- Gemeinsame Normdatei: 12886530X
- International Standard Name Identifier: 0000 0001 1631 1514
- Library of Congress Control Number: n80026783
- Bibliotheek van het Japanse parlement: 00460003
- Nationale Bibliotheek van Tsjechië: jx20070710012
- Nationale Bibliotheek van Israël: 987007280541605171
- Nationale Bibliotheek van Polen: a0000002812013
- Nederlandse Thesaurus van Auteursnamen: 068384688
- SNAC: w61s9jgc
- Système universitaire de documentation: 028427890
- Virtual International Authority File: 44312616
- WorldCat: E39PBJB8w6tkT9bgdVqhXFCG73